# 밀양하남도서관
밀양하남도서관은 경상남도 밀양시 하남읍 소재의 시립 도서관이다.

## 연혁
- 1991.07.25. 하남도서관 건립종합계획 수립
- 1991.11.30. 도서관 청사 시공
- 1994.02.02. 도서관 청사 준공
- 1994.05.10. 개관
- 2001.02.19. 경상남도교육청 평생학습관 지정
- 2003.08.23. 디지털자료실 개실
- 2017.07.05. 개축

## 시설황
- 3층: 종합자료실, 디지털자료실
- 2층: 자유학습실, 강좌실1, 강좌실2, 북카페, 서고
- 1층: 어린이실, 다목적실, 행정실

## 이용 시간
- 어린이실(1층) : 화~일 09:00 ~ 18:00
- 종합자료실, 디지털자료실(3층) : 화~일 09:00 ~ 18:00
- 자유학습실(2층) : 화~일 08:00 ~ 23:00 / 월 09:00 ~ 18:00

## 휴관일
자료실
- 매주 월요일
- 일요일을 제외한 법정공휴일(단, 일요일이 법정공휴일과 겹치면 휴관)
- 기타 도서관장이 지정한 날

열람실
- 일요일을 제외한 법정공휴일(단, 일요일이 법정공휴일과 겹치면 휴관)
- 기타 도서관장이 지정한 날